# Arnaldo Vigorelli
Arnaldo Vigorelli (fl. XX secolo) è stato un calciatore italiano, di ruolo centrocampista.

## Carriera
Ha disputato a cavallo del primo conflitto mondiale cinque campionati con il Pavia. Ha esordito con i pavesi in Terza Categoria il 25 gennaio 1914 nella partita Stelvio Milano-Pavia (3-1); in Prima Categoria ha esordito nel dopoguerra il 19 ottobre 1919 nella partita Pavia-Ausonia Pro Gorla (1-1). In tutto ha disputato 38 partite e realizzato 5 reti.